# Corb de mare alb
Corbul de mare alb (Morus bassanus) este o pasăre de mare, cea mai mare specie din familia corbilor de mare, Sulidae. Este originară de pe coastele Oceanului Atlantic, cuibărește în Europa de Vest și nord-estul Americii de Nord. Este cea mai mare pasăre de mare din Atlanticul de Nord. Masculul și femela sunt asemănătoare ca aspect. Corbul de mare alb adult are un corp aerodinamic, în principal alb, cu un gât lung și aripi lungi și subțiri. Are o lungime de 87-100 cm și o anvergură de 170-180 cm. Capul și ceafa au o nuanță bej care este mai evidentă în sezonul de reproducere, iar aripile sunt mărginite de pene maro închis-negre. Ciocul lung și ascuțit este gri-albastru, contrastând cu pielea neagră și goală din jurul gurii și al ochilor. Juvenilii sunt în cea mai mare parte gri-maronii, devenind din ce în ce mai albi în cei cinci ani de care au nevoie pentru a ajunge la maturitate.

## Taxonomie
Naturalistul elvețian Conrad Gessner i-a dat numele de Anser bassanus sau scoticus în secolul al XVI-lea. Primul nume a fost folosit și de naturalistul englez Francis Willughby în secolul al XVII-lea; specia era cunoscută de el de la o colonie din Firth of Forth și de la o pasăre rătăcită care a fost găsită lângă Coleshill, Warwickshire. A fost una dintre numeroasele specii descrise inițial de zoologul suedez Carl Linnaeus în ediția a 10-a din 1758 a Systema Naturae, în care i s-a dat numele binomial Pelecanus bassanus. Biologul francez Brisson a inclus-o în genul Sula în 1760, iar compatriotul său Louis Pierre Vieillot a mutat specia în noul gen Morus în 1816. Morus provine din greaca veche moros, care înseamnă „nesăbuit”, și se referă la lipsa de teamă de care dau dovadă păsările de mare. Numele specific bassanus provine de la insula Bass Rock din Firth of Forth. Ornitologul Bryan Nelson a susținut în 1978 includerea speciei în Sula, considerând că diferențele de anatomie, comportament, ecologie și morfologie dintre corbii de mare și păsările din Sula nu erau suficiente pentru a justifica genuri separate.
Charles Lucien Bonaparte a descris populațiile americane ca Sula americana în 1838, deși baza pentru a le deosebi de speciile europene nu era clară, iar numele este considerat în prezent un sinonim.

## Descriere

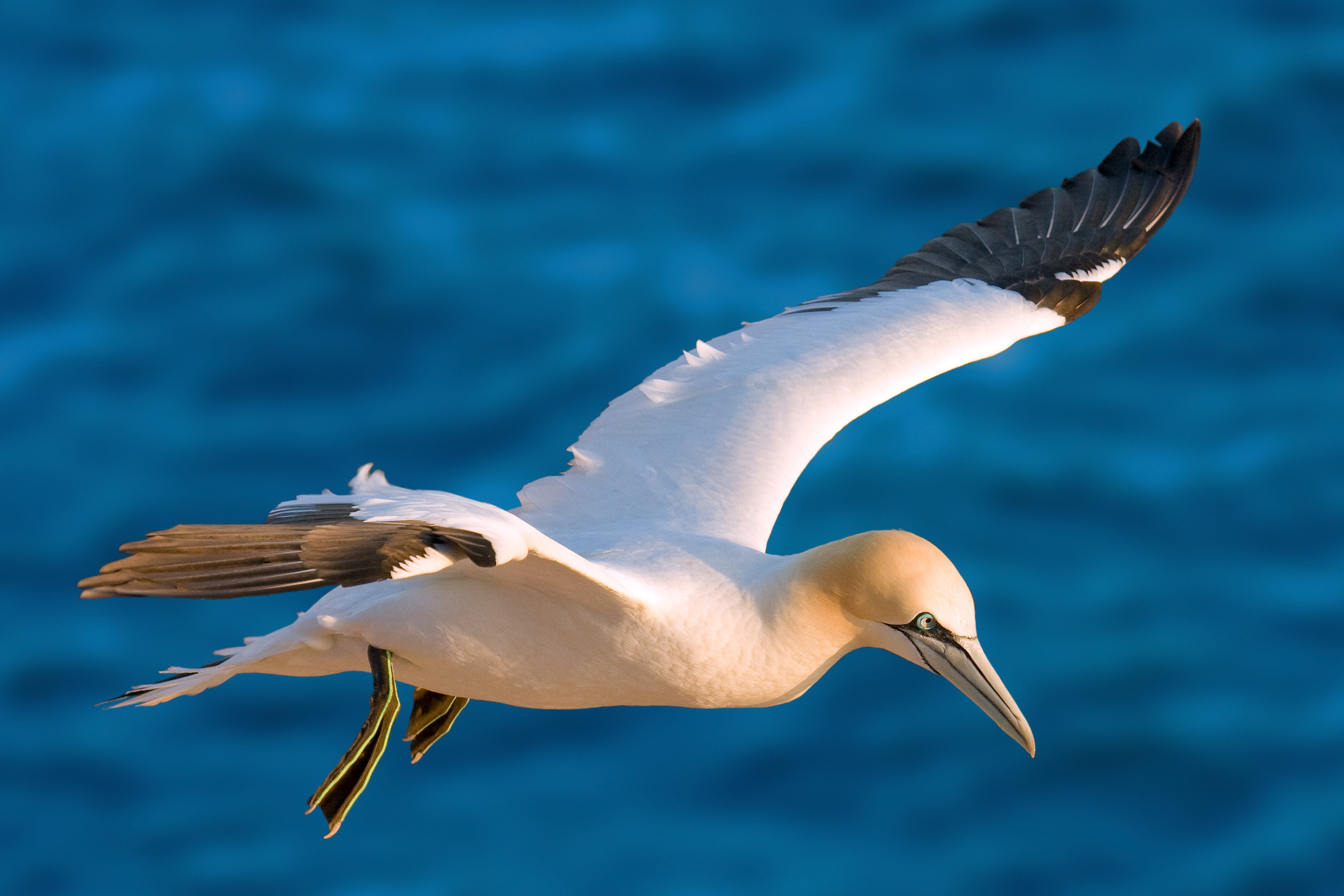
Morus bassanus adult

Corbul de mare alb adult are o anvergură a aripilor de 170-180 cm, o lungime de 87-100 cm și o greutate de 2,3-3,6 kg, ceea ce îl face cel mai mare corb de mare și cea mai mare pasăre de mare originară din vestul Palearcticii. Cele două sexe au, în general, o mărime și un aspect asemănător. Penajul este alb, cu vârfurile aripilor de la maro închis la negru; penele primare de zbor și alulele sunt închise la culoare. Capul și gâtul sunt nuanțate în galben-bej, devenind mult mai proeminente în sezonul de reproducere. Penajul masculilor are culori mai aprinse decât cel al femelelor. Ochii sunt înconjurați de piele goală neagră și au un inel orbital albastru cobalt; irisul este gri-albastru deschis, cu un inel exterior întunecat fin. La păsările care supraviețuiesc gripei aviare, irisul devine negru.
Ciocul este lung, puternic și conic, cu o ușoară curbură în jos la capăt și o margine tăioasă ascuțită. La adulți, ciocul este gri-albastru cu margini gri închis sau negre.

## Galerie

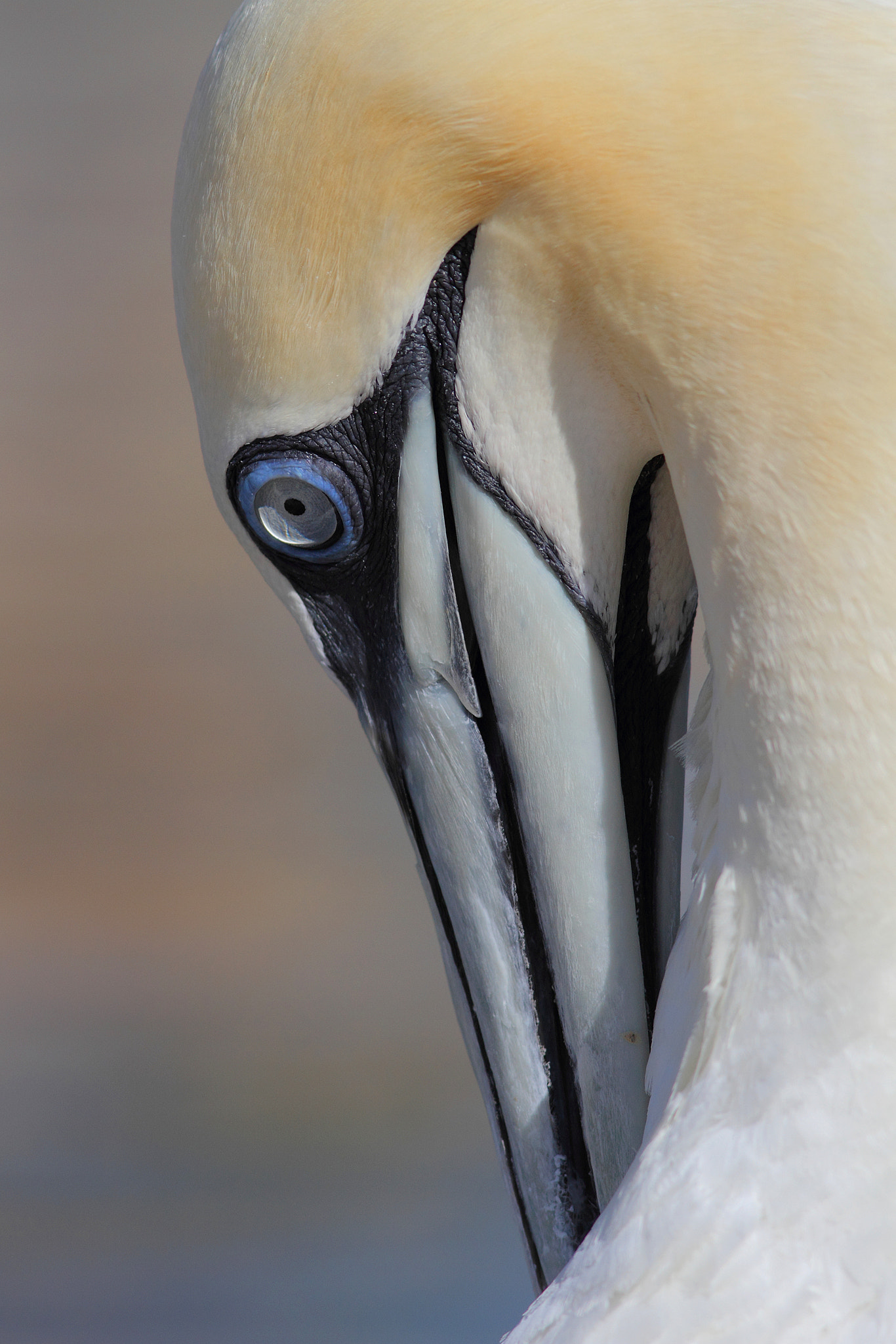
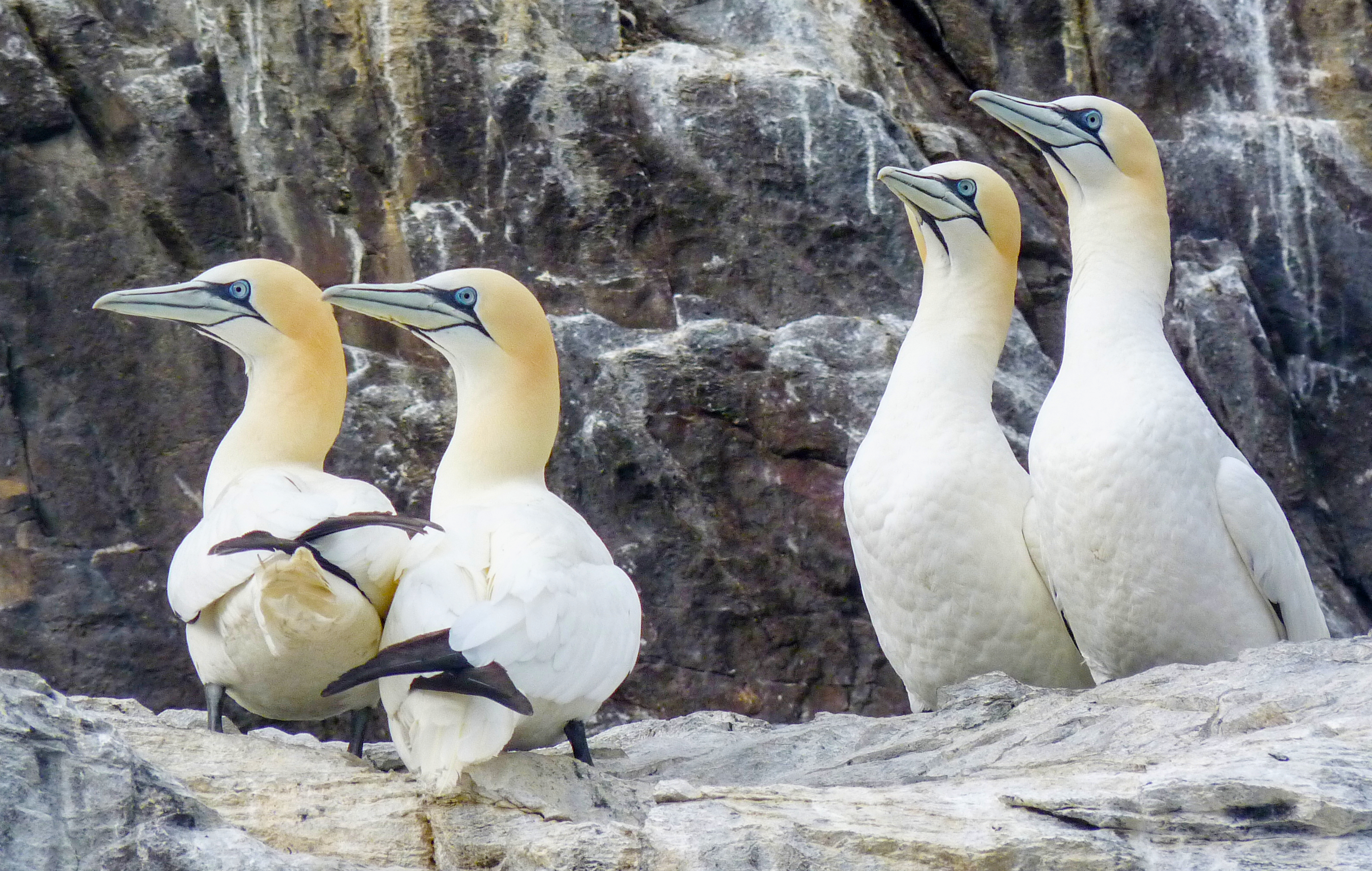
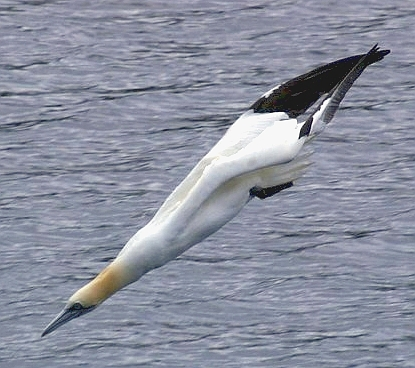
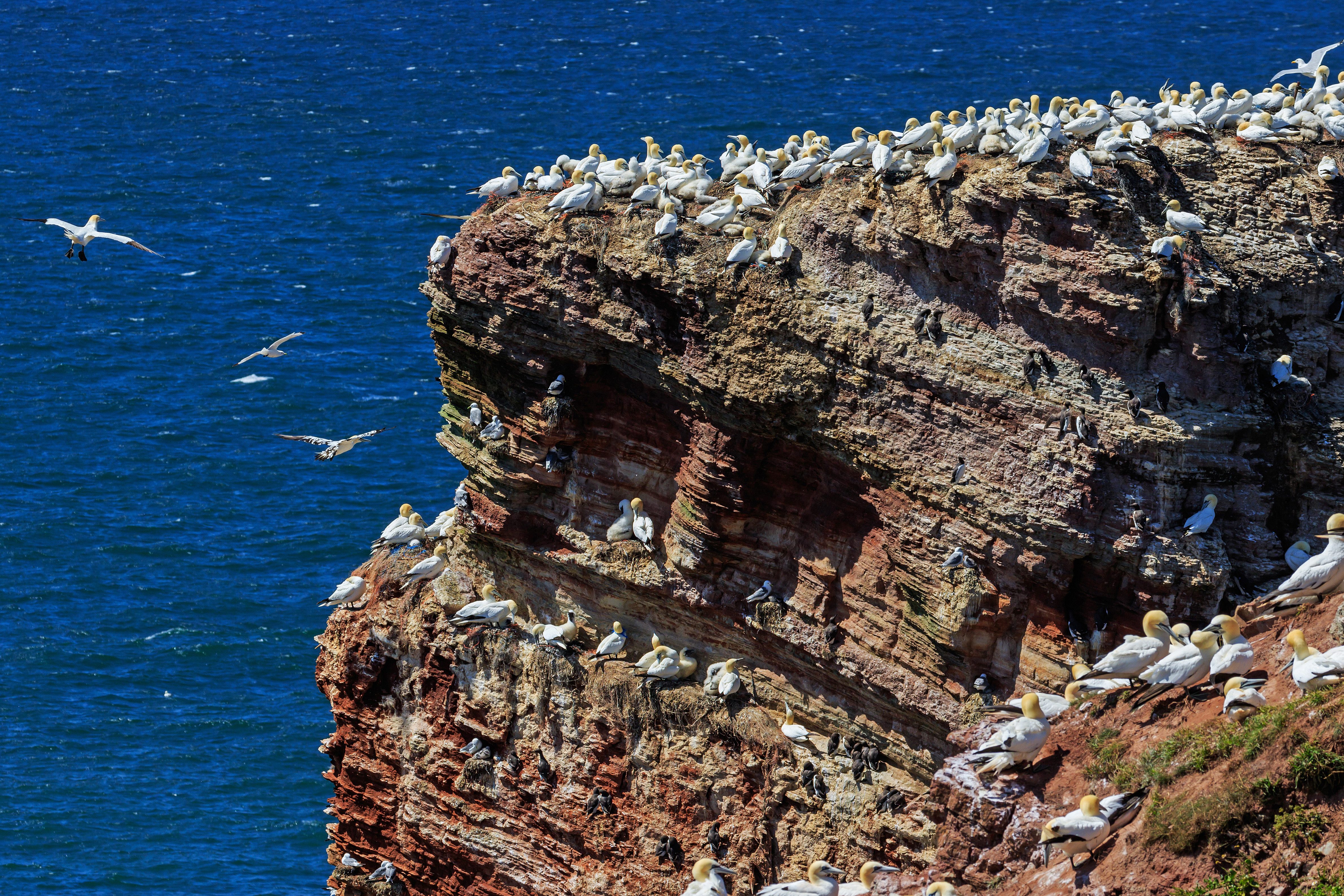